# Christian Mawissa Elebi
Christian Mawissa Elebi (Saint-Jean-de-Verges, 18 aprile 2005) è un calciatore francese, difensore del Monaco.

## Carriera

### Club
Mawissa è cresciuto nel settore giovanile del Tolosa, con cui ha firmato il primo contratto professionistico nel novembre del 2022. Ha debuttato in prima squadra il 29 dicembre dello stesso anno nell'incontro di Ligue 1 perso 6-1 contro l'Olympique Marsiglia.
L'11 agosto 2024 viene acquistato dal Monaco.

### Nazionale
Ha giocato nelle nazionali giovanili francesi Under-17, Under-18 ed Under-19. Con l’Under-17 ha anche vinto nel 2022 l’Europeo in Israele.

## Statistiche

### Presenze e reti nei club
Statistiche aggiornate al 7 luglio 2024.
| Stagione        | Squadra         | Campionato      | Campionato | Campionato | Coppe nazionali | Coppe nazionali | Coppe nazionali | Coppe continentali | Coppe continentali | Coppe continentali | Altre coppe | Altre coppe | Altre coppe | Totale | Totale | Totale |
| Stagione        | Squadra         | Comp            | Pres       | Reti       | Comp            | Pres            | Reti            | Comp               | Pres               | Reti               | Comp        | Pres        | Reti        | Pres   | Reti   |        |
| --------------- | --------------- | --------------- | ---------- | ---------- | --------------- | --------------- | --------------- | ------------------ | ------------------ | ------------------ | ----------- | ----------- | ----------- | ------ | ------ | ------ |
| 2022-2023       | Tolosa 2        | N3              | 15         | 0          |                 | -               | -               |                    | -                  | -                  |             | -           | -           | 15     | 0      |        |
| 2023-2024       | Tolosa 2        | N2              | 3          | 0          |                 | -               | -               |                    | -                  | -                  |             | -           | -           | 3      | 0      |        |
| Totale Tolosa 2 | Totale Tolosa 2 | Totale Tolosa 2 | 18         | 0          |                 | -               | -               |                    | -                  | -                  |             | -           | -           | 18     | 0      |        |
| 2022-2023       | Tolosa          | L1              | 2          | 0          | CF              | 1               | 0               |                    | -                  | -                  |             | -           | -           | 3      | 0      |        |
| 2023-2024       | Tolosa          | L1              | 17         | 2          | CF              | 2               | 0               | UEL                | 2                  | 0                  | SF          | 1           | 0           | 22     | 2      |        |
| Totale Tolosa   | Totale Tolosa   | L1              | 19         | 2          | CF              | 3               | 0               | UEL                | 2                  | 0                  | SF          | 1           | 0           | 25     | 2      |        |
| Totale carriera | Totale carriera | Totale carriera | 37         | 2          | CF              | 3               | 0               | UEL                | 2                  | 0                  | SF          | 1           | 0           | 43     | 2      |        |

### Cronologia presenze e reti in nazionale
| Cronologia completa delle presenze e delle reti in nazionale ― Francia under 19 | Cronologia completa delle presenze e delle reti in nazionale ― Francia under 19 | Cronologia completa delle presenze e delle reti in nazionale ― Francia under 19 | Cronologia completa delle presenze e delle reti in nazionale ― Francia under 19 | Cronologia completa delle presenze e delle reti in nazionale ― Francia under 19 | Cronologia completa delle presenze e delle reti in nazionale ― Francia under 19 | Cronologia completa delle presenze e delle reti in nazionale ― Francia under 19 | Cronologia completa delle presenze e delle reti in nazionale ― Francia under 19 |
| Data                                                                            | Città                                                                           | In casa                                                                         | Risultato                                                                       | Ospiti                                                                          | Competizione                                                                    | Reti                                                                            | Note                                                                            |
| ------------------------------------------------------------------------------- | ------------------------------------------------------------------------------- | ------------------------------------------------------------------------------- | ------------------------------------------------------------------------------- | ------------------------------------------------------------------------------- | ------------------------------------------------------------------------------- | ------------------------------------------------------------------------------- | ------------------------------------------------------------------------------- |
| 12-9-2023                                                                       | Mogilev                                                                         | Serbia under 19                                                                 | 0 – 1                                                                           | Francia under 19                                                                | Amichevole                                                                      | -                                                                               |                                                                                 |
| 12-10-2023                                                                      | Marbella                                                                        | Australia under 20                                                              | 1 – 1 dts (5 – 2 dtr)                                                           | Francia under 19                                                                | Amichevole                                                                      | -                                                                               | cap.                                                                            |
| 17-10-2023                                                                      | Marbella                                                                        | Francia under 19                                                                | 3 – 3                                                                           | Svizzera under 19                                                               | Amichevole                                                                      | -                                                                               | 62’                                                                             |
| 15-11-2023                                                                      | Orléans                                                                         | Francia under 19                                                                | 2 – 0                                                                           | Estonia under 19                                                                | Qual. Europeo Under-19 2024                                                     | -                                                                               |                                                                                 |
| 18-11-2023                                                                      | Orléans                                                                         | Francia under 19                                                                | 1 – 0                                                                           | Islanda under 19                                                                | Qual. Europeo Under-19 2024                                                     | -                                                                               |                                                                                 |
| 21-11-2023                                                                      | Orléans                                                                         | Danimarca under 19                                                              | 2 – 1                                                                           | Francia under 19                                                                | Qual. Europeo Under-19 2024                                                     | -                                                                               | 72’                                                                             |
| 20-3-2024                                                                       | Assen                                                                           | Francia under 19                                                                | 2 – 0                                                                           | Belgio under 19                                                                 | Qual. Europeo Under-19 2024                                                     | -                                                                               |                                                                                 |
| 23-3-2024                                                                       | Assen                                                                           | Paesi Bassi under 19                                                            | 0 – 1                                                                           | Francia under 19                                                                | Qual. Europeo Under-19 2024                                                     | -                                                                               |                                                                                 |
| Totale                                                                          |                                                                                 | Presenze                                                                        | 8                                                                               |                                                                                 | Reti                                                                            | 0                                                                               |                                                                                 |

| Cronologia completa delle presenze e delle reti in nazionale ― Francia under 18 | Cronologia completa delle presenze e delle reti in nazionale ― Francia under 18 | Cronologia completa delle presenze e delle reti in nazionale ― Francia under 18 | Cronologia completa delle presenze e delle reti in nazionale ― Francia under 18 | Cronologia completa delle presenze e delle reti in nazionale ― Francia under 18 | Cronologia completa delle presenze e delle reti in nazionale ― Francia under 18 | Cronologia completa delle presenze e delle reti in nazionale ― Francia under 18 | Cronologia completa delle presenze e delle reti in nazionale ― Francia under 18 |
| Data                                                                            | Città                                                                           | In casa                                                                         | Risultato                                                                       | Ospiti                                                                          | Competizione                                                                    | Reti                                                                            | Note                                                                            |
| ------------------------------------------------------------------------------- | ------------------------------------------------------------------------------- | ------------------------------------------------------------------------------- | ------------------------------------------------------------------------------- | ------------------------------------------------------------------------------- | ------------------------------------------------------------------------------- | ------------------------------------------------------------------------------- | ------------------------------------------------------------------------------- |
| 23-9-2022                                                                       | Limoges                                                                         | Francia under 18                                                                | 5 – 1                                                                           | Scozia under 18                                                                 | Amichevole                                                                      | -                                                                               |                                                                                 |
| 25-9-2022                                                                       | Limoges                                                                         | Francia under 18                                                                | 2 – 3                                                                           | Polonia under 18                                                                | Amichevole                                                                      | -                                                                               | 63’                                                                             |
| 5-6-2023                                                                        | Aubagne                                                                         | Francia under 18                                                                | 2 – 2 dts (7 - 8 dtr)                                                           | Arabia Saudita under 23                                                         | Amichevole                                                                      | -                                                                               | 38’                                                                             |
| 8-6-2023                                                                        | Mallemort                                                                       | Francia under 18                                                                | 3 – 1                                                                           | Costa Rica under 23                                                             | Amichevole                                                                      | -                                                                               |                                                                                 |
| 11-6-2023                                                                       | Aubagne                                                                         | Francia under 18                                                                | 1 – 1 dts (5 - 3 dtr)                                                           | Venezuela under 23                                                              | Amichevole                                                                      | -                                                                               |                                                                                 |
| 18-6-2023                                                                       | Salon-de-Provence                                                               | Francia under 18                                                                | 0 – 2                                                                           | Australia under 23                                                              | Amichevole                                                                      | -                                                                               |                                                                                 |
| Totale                                                                          |                                                                                 | Presenze                                                                        | 6                                                                               |                                                                                 | Reti                                                                            | 0                                                                               |                                                                                 |

| Cronologia completa delle presenze e delle reti in nazionale ― Francia under 17 | Cronologia completa delle presenze e delle reti in nazionale ― Francia under 17 | Cronologia completa delle presenze e delle reti in nazionale ― Francia under 17 | Cronologia completa delle presenze e delle reti in nazionale ― Francia under 17 | Cronologia completa delle presenze e delle reti in nazionale ― Francia under 17 | Cronologia completa delle presenze e delle reti in nazionale ― Francia under 17 | Cronologia completa delle presenze e delle reti in nazionale ― Francia under 17 | Cronologia completa delle presenze e delle reti in nazionale ― Francia under 17 |
| Data                                                                            | Città                                                                           | In casa                                                                         | Risultato                                                                       | Ospiti                                                                          | Competizione                                                                    | Reti                                                                            | Note                                                                            |
| ------------------------------------------------------------------------------- | ------------------------------------------------------------------------------- | ------------------------------------------------------------------------------- | ------------------------------------------------------------------------------- | ------------------------------------------------------------------------------- | ------------------------------------------------------------------------------- | ------------------------------------------------------------------------------- | ------------------------------------------------------------------------------- |
| 21-9-2021                                                                       | Budaörs                                                                         | Ungheria under 17                                                               | 0 – 2                                                                           | Francia under 17                                                                | Amichevole                                                                      | -                                                                               | 74’                                                                             |
| 23-9-2021                                                                       | Telki                                                                           | Ungheria under 17                                                               | 0 – 3                                                                           | Francia under 17                                                                | Amichevole                                                                      | -                                                                               | 80’                                                                             |
| 19-4-2023                                                                       | Las Rozas de Madrid                                                             | Spagna under 17                                                                 | 4 – 1                                                                           | Francia under 17                                                                | Amichevole                                                                      | -                                                                               | 80’                                                                             |
| 21-4-2023                                                                       | Las Rozas de Madrid                                                             | Spagna under 17                                                                 | 2 – 1                                                                           | Francia under 17                                                                | Amichevole                                                                      | -                                                                               |                                                                                 |
| 22-5-2022                                                                       | Rishon LeZion                                                                   | Paesi Bassi under 17                                                            | 3 – 1                                                                           | Francia under 17                                                                | Europeo Under-17 2022 - Gironi                                                  | -                                                                               | 75’                                                                             |
| 29-5-2022                                                                       | Netanya                                                                         | Francia under 17                                                                | 2 – 2 (8 - 7 dtr)                                                               | Portogallo under 17                                                             | Europeo Under-17 2022 - Semifinale                                              | -                                                                               | 67’                                                                             |
| 1-6-2022                                                                        | Netanya                                                                         | Francia under 17                                                                | 2 – 1                                                                           | Paesi Bassi under 17                                                            | Europeo Under-17 2022 - Finale                                                  | -                                                                               |                                                                                 |
| Totale                                                                          |                                                                                 | Presenze                                                                        | 7                                                                               |                                                                                 | Reti                                                                            | 0                                                                               |                                                                                 |